# Spätminoischer Friedhof von Armeni

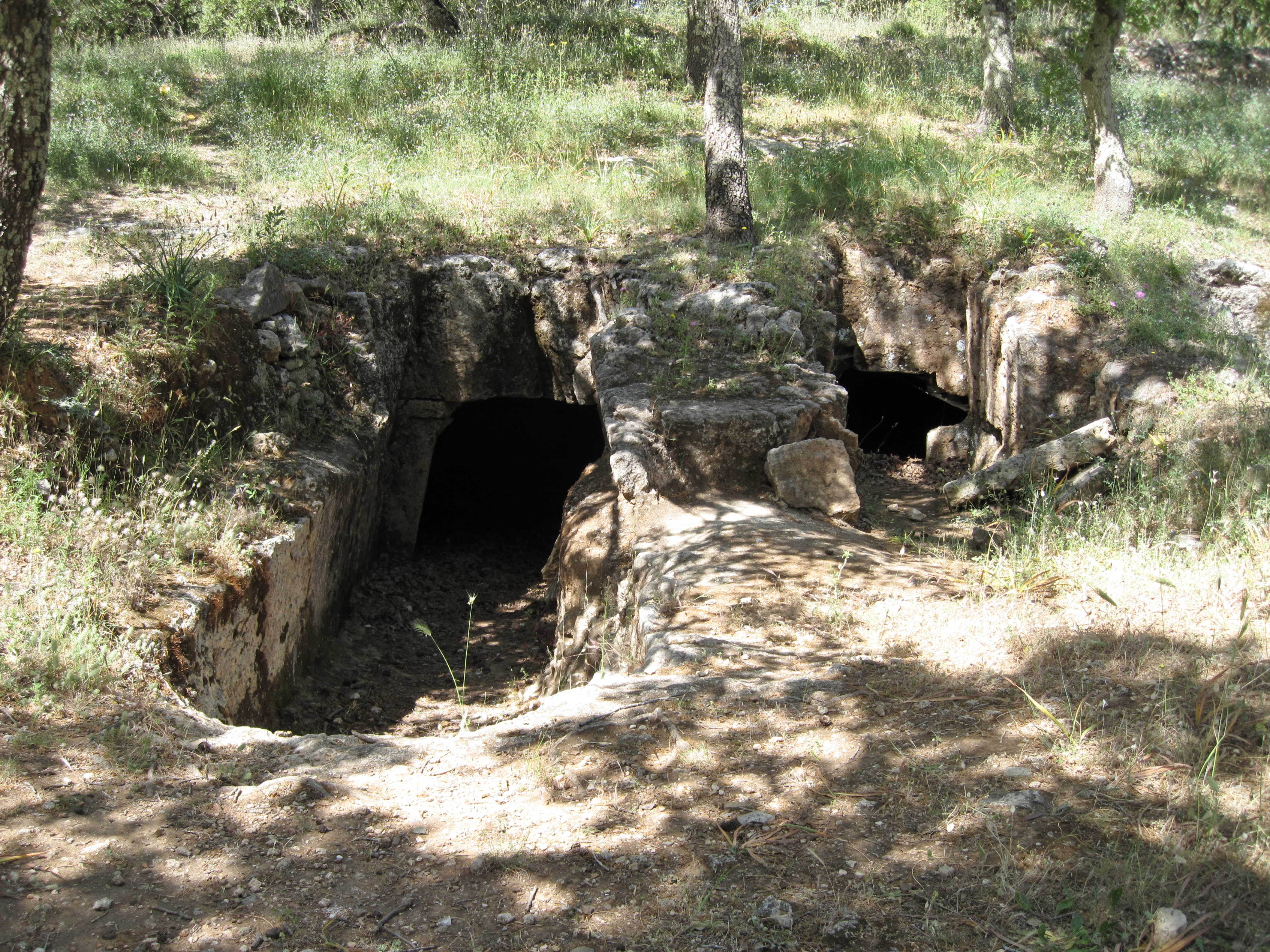
Freigelegte Grabstellen des spätminoischen Friedhofs

Der spätminoische Friedhof von Armeni (griechisch Υστερομινωϊκό Νεκροταφείο Αρμένων) ist eine minoische Nekropole aus dem 14. Jahrhundert v. Chr. nördlich von Armeni (Αρμένοι), einem Ort im Regionalbezirk Rethymno auf der griechischen Insel Kreta. Bei den seit 1969 freigelegten Grabstätten handelt es sich um in den flachen Felsboden geschlagene Kammergräber, die als Familiengräber dienten. Eine zugehörige Siedlung zu dem etwa 200 Jahre genutzten Friedhof wurde bisher nicht gefunden.

## Lage
Der spätminoische Friedhof befindet sich an der Straße von Armeni nach Somatas, etwa 1,5 Kilometer nördlich des Ortes Armeni, des Hauptortes des gleichnamigen Gemeindebezirks der Stadt Rethymno. Das eigentliche Stadtgebiet von Rethymno liegt ungefähr 5,5 Kilometer nordöstlich der Nekropole von Armeni. Vor dem Friedhof ist ein kleiner Parkplatz angelegt, neben dem ein eingeschossiges Gebäude der Verwaltung steht. Informationen über die spätminoische Nekropole sind hier nicht zu erhalten, man wird auf die entsprechenden archäologischen Museen in Rethymno und Chania verwiesen, in denen Fundstücke aus den Gräbern aufbewahrt werden. Fünfzehn Meter südwestlich des Gebäudes befindet sich das Eingangstor des umzäunten Friedhofsgeländes, hinter dem sich ein lichter laubwerfender Wald aus Valoneneichen (Quercus ithaburensis subsp. macrolepis), ehemals auch als Knopperneichen oder Arkadische Eichen bezeichnet, sowie Kermes-Eichen (Quercus coccifera) erstreckt, unter denen die Grabstätten freigelegt wurden.

## Beschreibung

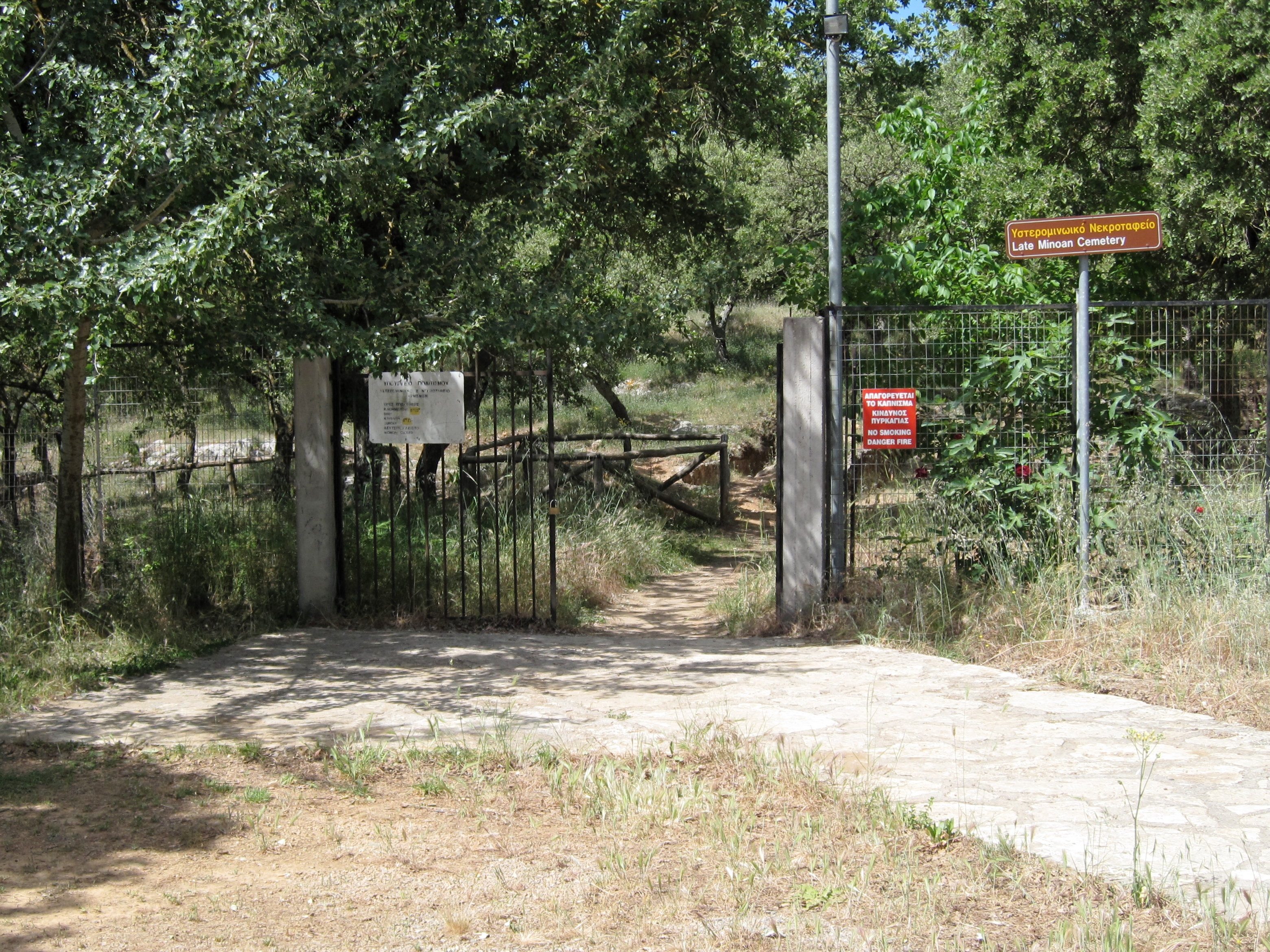
Eingangstor zum Friedhof

Im Jahr 1969 erhielt das archäologische Museum von Rethymno von zwei Studenten zwei minoische Vasen, die aus dem Raum Armeni stammten. Bei der Untersuchung der Fundstelle entdeckte man die in den weichen Fels gehauenen Grabkammern des spätminoischen Friedhofs, an dessen Standort seitdem systematische Ausgrabungen unter der Leitung des Archäologen Giannis Tzedakis stattfanden. Bis heute wurden mehr als 220 Gräber freigelegt. Nach der Einzäunung des Geländes fand man 1989 auch außerhalb der Umfriedung noch einige Grabstellen.

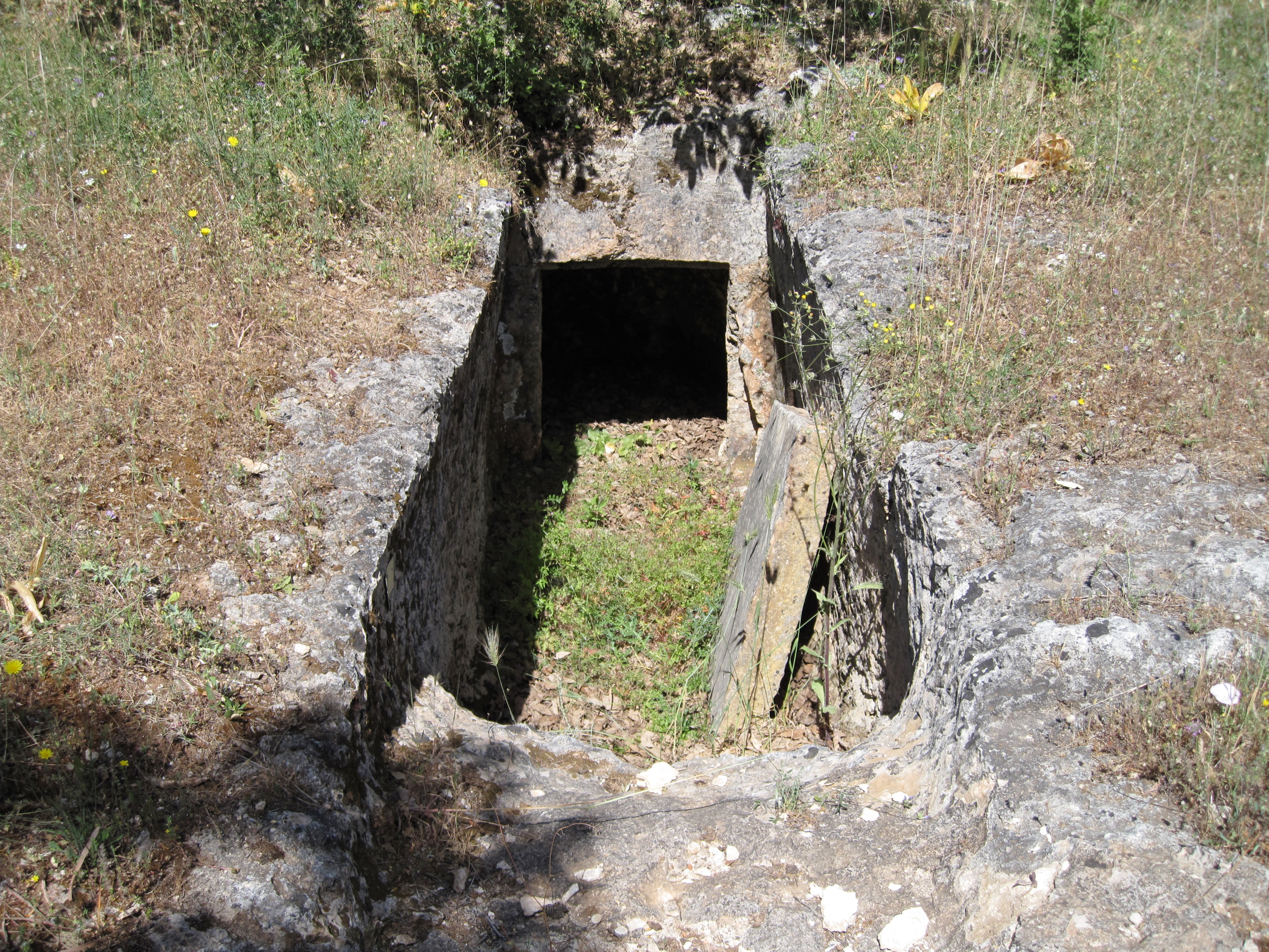
Zugang zu einer mittelgroßen Grabstätte

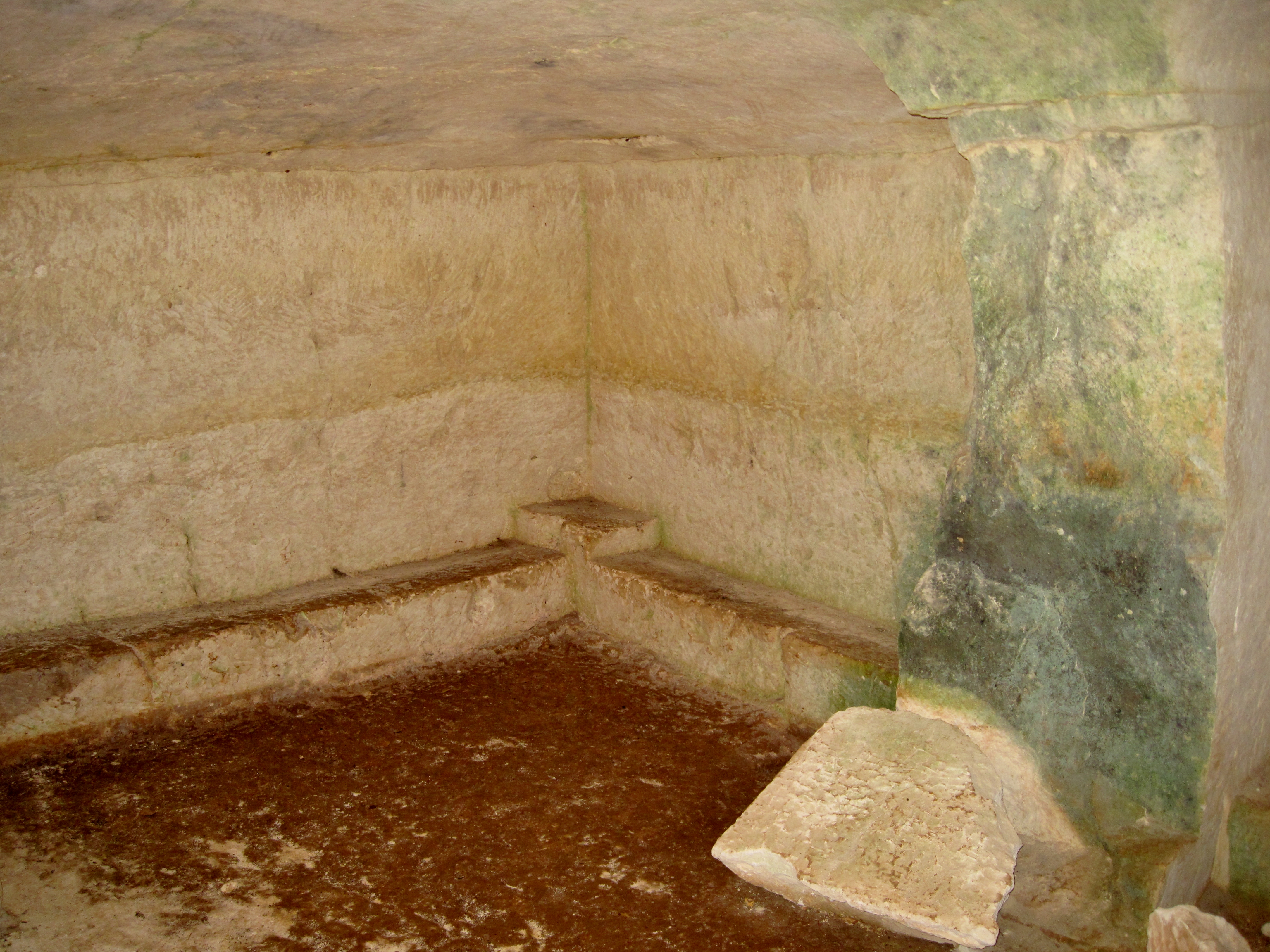
Felsbank in der größten Grabkammer

Die Grabanlagen stammen aus den Jahrhunderten von etwa 1390 bis 1190 v. Chr., einer Zeit, die heute als Nachpalastzeit, genauer Spätminoisch III A und III B, bezeichnet wird. Es handelte sich meist um Kuppelgräber mit jeweils zugeschüttetem Zugangskorridor, in der Archäologie Dromos genannt. Die Dromoi führten rampenartig in den Untergrund aus Kalkstein, viele mit einigen in den Fels eingearbeiteten Treppenstufen beginnend. Vor die Grabkammern waren Steinplatten gesetzt, um sie nach außen zu verschließen.
Die Grabstätten wurden hauptsächlich in Ost-West-Richtung ausgerichtet. Sie sind unterschiedlicher Größe, bei den beiden größten Grabkammern arbeiteten die Erbauer einen mittleren beziehungsweise zwei an den Wänden befindliche Pfeiler aus dem Fels heraus, um die Kammerdecken zu stützen. Das größte der Gräber befindet sich am Südende des umzäunten Geländes. Es besitzt einen Dromos von 16 Metern Länge und eine quadratische Grabkammer mit 5 Metern Seitenlänge. Das Grab unterscheidet sich von anderen durch eine umlaufende, aus dem Fels herausgearbeitete Steinbank.
Die in Tonsarkophagen, bemalten Holzsärgen, umgedrehten Pithoi oder direkt auf dem Boden gelagerten Leichname befanden sich in Leinen gehüllt in gekrümmter Stellung (Embryonal- oder Schlafstellung). Untersuchungen an den etwa 500 geborgenen Skeletten gaben Hinweise auf die Lebensweise der Bewohner dieser Gegend in spätminoischer Zeit, so auf ihre kohlenhydratreiche und fleischarme Ernährung. Da in jeweils einer Grabanlage mehrere Bestattete aufgefunden wurden, geht man bei den meisten der Grablegungen von Familiengräbern aus. Darauf weisen auch die Grabbeigaben und Skelette hin. Bemerkenswert ist das durchschnittlich junge Sterbealter der hier Beigesetzten, das bei Männern bei etwa 30 Jahren, bei Frauen bei 23 Jahren lag.
Fundstücke aus den bis zu den Ausgrabungen vielfach unberührt gebliebenen Gräbern sind in den archäologischen Museen von Rethymno und Chania ausgestellt. Die aufgefundenen Grabbeigaben, wie Gefäße, Statuetten, Waffen, Schmuck, Werkzeuge und anderes, weisen auf Grablegungen einer mykenisch beeinflussten Kultur hin. Unter den Gegenständen aus den Gräbern befindet sich auch ein Amulett mit einer Inschrift in der bisher nicht entzifferten Linearschrift A. Die Sarkophage aus den größeren Grabkammern sind mit Motiven von Doppeläxten (Labrys), Tintenfischen, Kulthörnern und Jagdszenen bemalt.
Die Größe der Nekropole ist ein Indiz dafür, dass es sich um den Friedhof einer spätminoischen Kleinstadt handelte. Deren Standort wurde bisher nicht lokalisiert, nach ihr wird weiter gesucht. Der spätminoische Friedhof von Armeni kann täglich außer dienstags besichtigt werden, die Innenräume der größeren Grabkammern sind beleuchtet. Die Zufahrt von der Straße ist ausgeschildert.

Ausgrabungen des spätminoischen Friedhofs
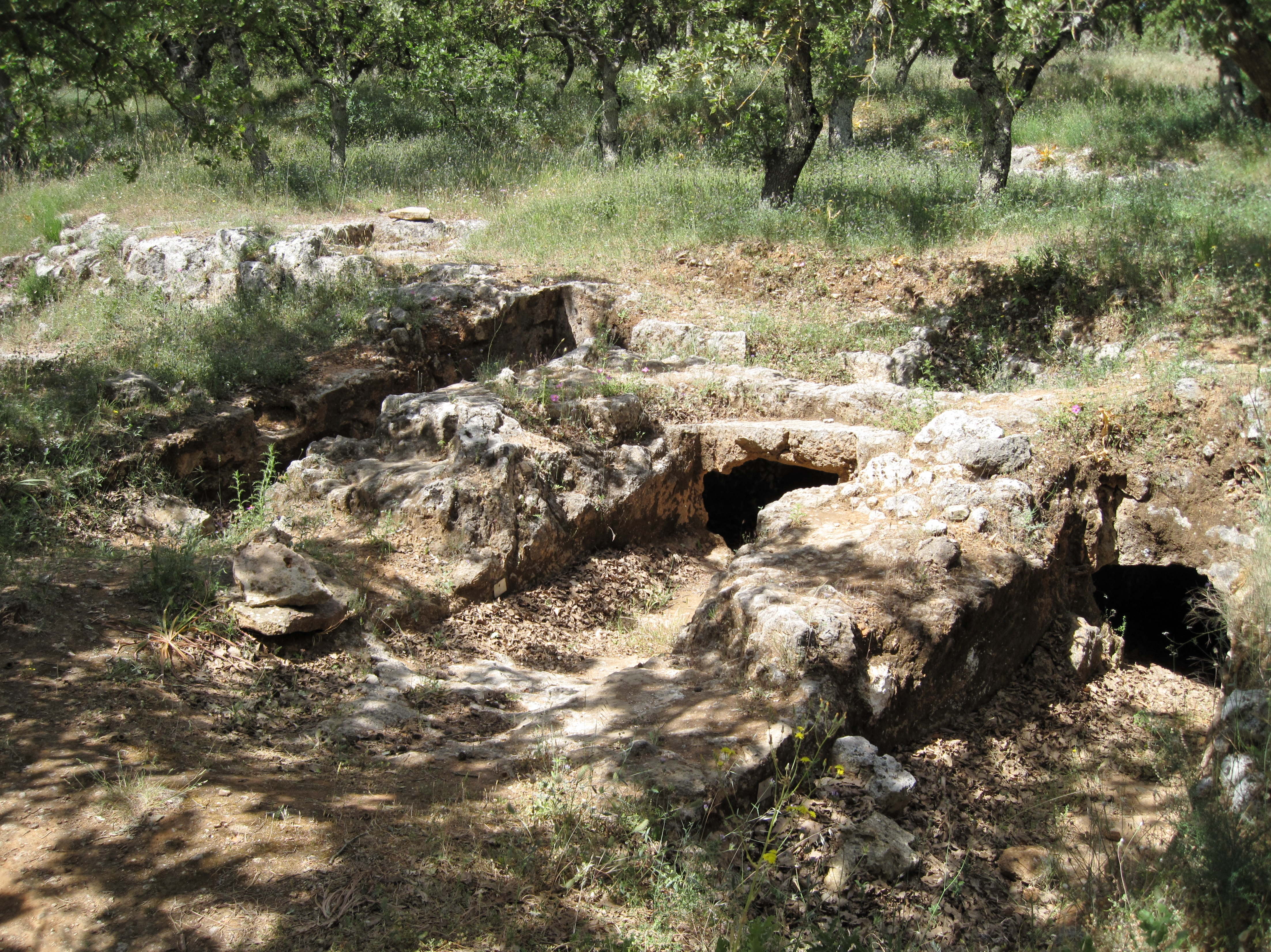
Kleinere Grabstätten auf dem Friedhofsareal
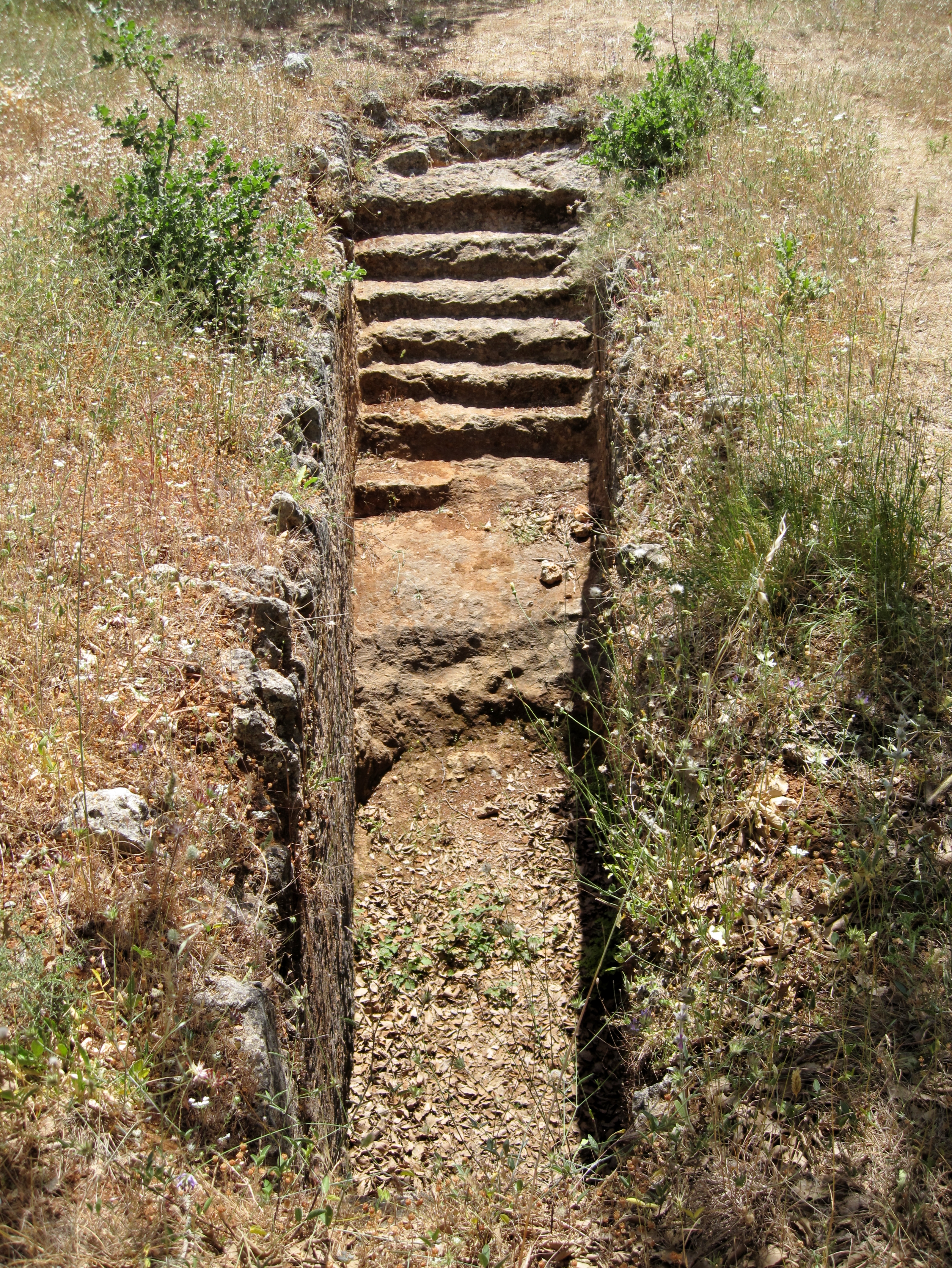
Treppenstufen zum Dromos eines Grabes
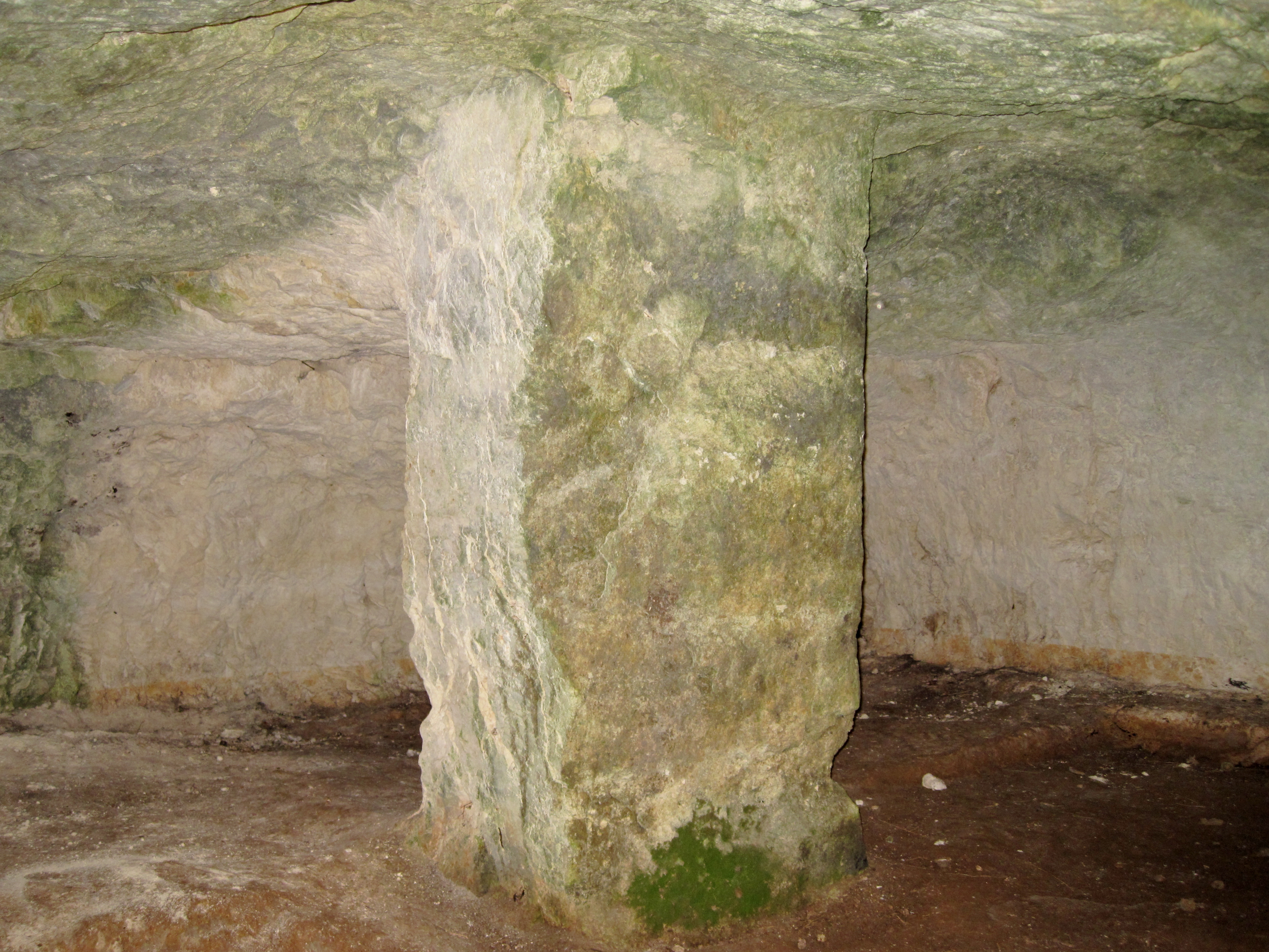
Mittelpfeiler in der zweitgrößten Grabkammer
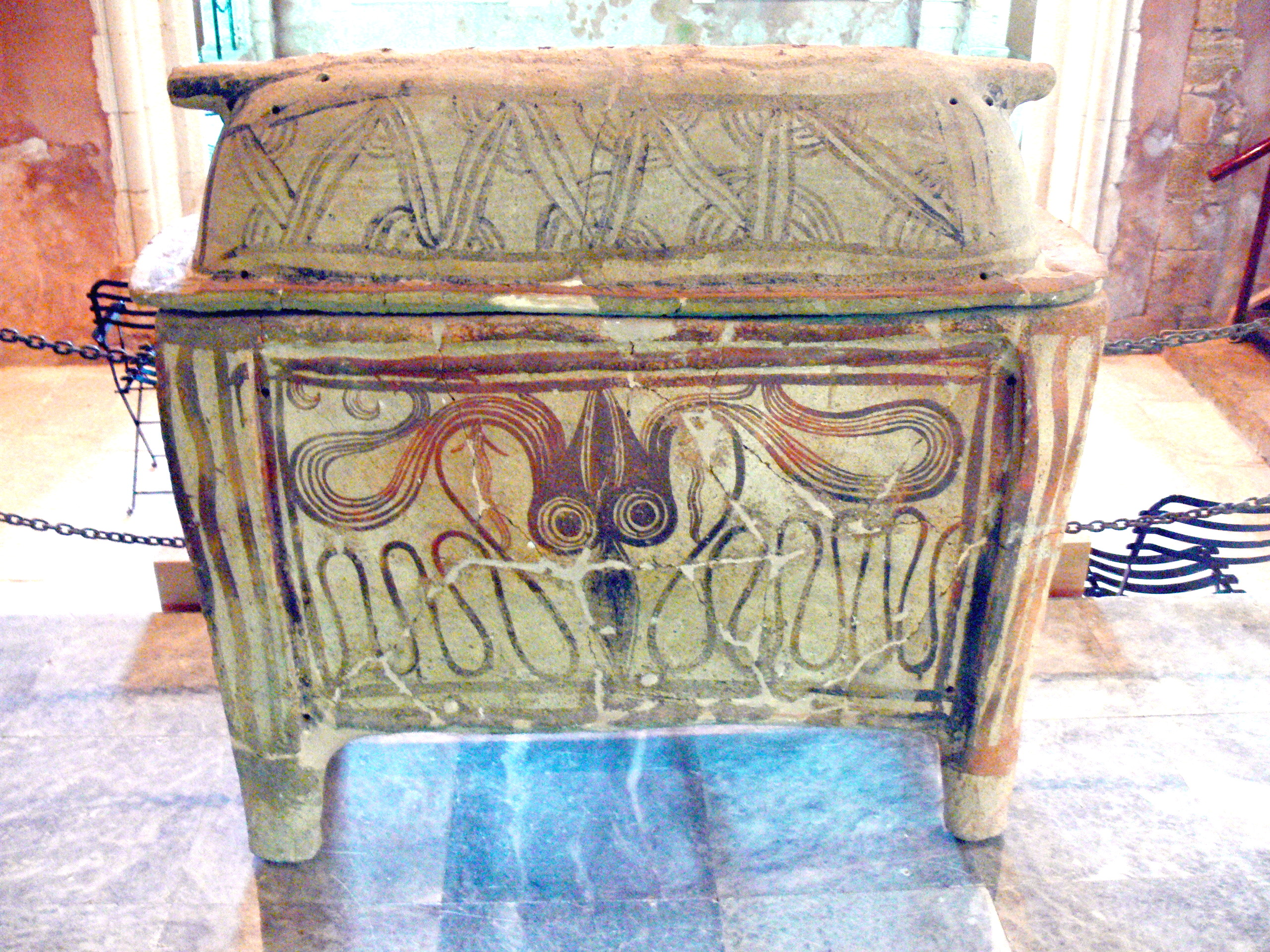
Sarkophag der Nekropole im Museum in Chania